# Юдати
Юдати (яп. 夕立 ю:дати, «вечерний шквал») — японский эсминец типа «Сирацую».
Заложен 16 октября 1934 года на верфи Sasebo КК. Спущен 21 июня 1936 года, вошел в строй 7 января 1937 года. Участвовал в захвате Филиппин и Голландской Ост-Индии. Участвовал в сражении в Яванском море. 13 ноября 1942 года у острова Саво поврежден артиллерийским огнём американских эсминцев и добит крейсером «Portland». Затонул в точке 09°14′ ю. ш. 159°52′ в. д..

## Гибель всражении за Гуадалканал
Адмирал Исороку Ямамото отправил эскадру, включающую два линкора, «Хиэй» и «Кирисима», из Трука 9 ноября.  Они получили осколочные снаряды для бомбардировки аэродрома Хендерсон-Филд в ночь с 12 по 13 ноября с задачей уничтожить авиацию Союзников и дать возможность большим медленным транспортам достичь Гуадалканала и безопасно выгрузиться на следующий день. Флагманом ударной эскадры флота стал Хиэй под командованием только что повышенного до вице-адмирала Хироаки Абэ. Кроме двух линкоров ударная группа Абэ включала лёгкий крейсер Нагара и 11 эскадренных миноносцев, Юдати вместе с Асагумо, Мурасамэ, Самидарэ и Харусамэ  входил в 4-ю эскадру миноносцев под командованием контр-адмирал Тамоцу Такама.. Ещё три миноносца должны были прикрывать тылы у островов Расселл в то время, как эскадра Абэ войдёт в пролив Силарк к северу от Гуадалканала для бомбардировки аэродрома Хендерсон-Филд.
В почти полной темноте два соединения артиллерийских кораблей ещё до открытия огня смешались и корабли оказались в непосредственной близости друг от друга. Юдати и Амацукадзэ независимо попали в тыл пяти судам американского ордера. Юдати попал торпедой в Джуно, повредив ему киль и выведя из строя большую часть систем. Джуно повернул на восток и медленно вышел с поля боя.
Аарон Вард и Стеретт, независимо искавшие свои цели, обнаружили Юдати, который не подозревал о приближении обошедших его американских миноносцев. Оба американских корабля попали в Юдати одновременно орудийным огнём и торпедами, тяжело повредив миноносец и принудив команду покинуть корабль. Тем не менее, корабль сразу не затонул. Продолжая свой путь, Стеретт попал под огонь Тэрудзуки, получил серьёзные повреждения и отошёл с поля боя на восток. Аарон Вард оказался один-на-один с Кирисима, в дуэли с которым эсминец получил тяжёлые повреждения. Он также попытался уйти на восток, но не смог из-за серьёзных повреждений двигателей.

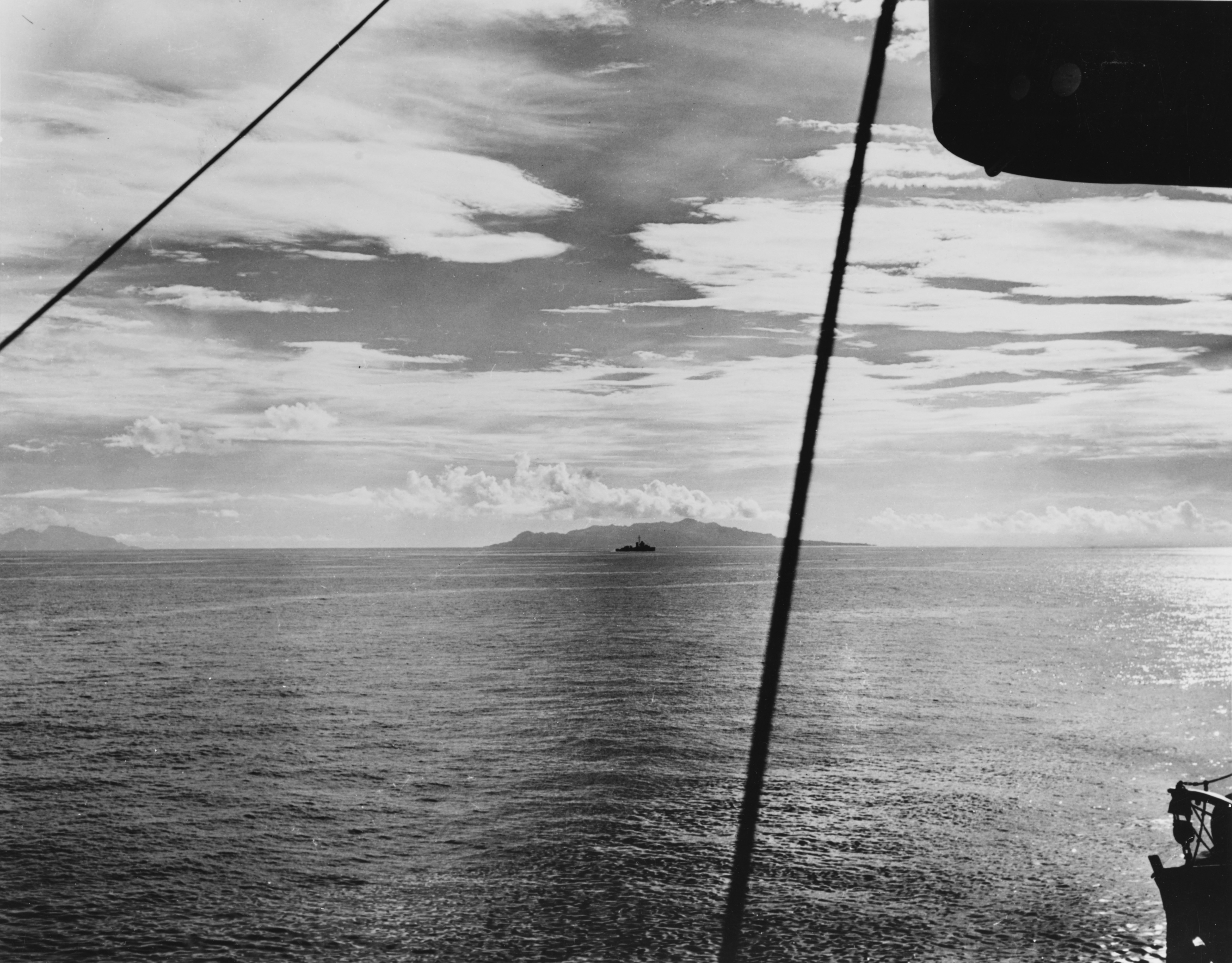
Пролив Железное дно. Большая часть сражения 13 ноября проходила между островами Саво (в центре) и Гуадалканал (слева).

Спустя около 40 минут после начала жестокого ближнего боя обе стороны потеряли контакт и прекратили огонь около 02:26 после того как Абэ и капитан Гилберт Гувер (капитан Хелены и старший американский офицер из выживших в бою) приказали своим эскадрам выйти из боя.
У адмирала Абэ остался один линкор (Кирисима), один лёгкий крейсер (Нагара) и четыре миноносца (Асагумо, Тэрудзуки, Юкикадзэ и Харусамэ), имеющие только с небольшие повреждения и четыре эсминца (Инадзума, Икадзути, Мурасамэ и Самидарэ) со средними повреждениями. У американской эскадры остался в строю один лёгкий крейсер (Хелена) и один эсминец (Флетчер), которые ещё могли оказывать эффективное сопротивление. Однако Абэ скорее всего было непонятно, что путь для бомбардировки Хендерсон-Филд был открыт, что позволило бы обеспечить безопасную высадку десанта на Гуадалканале и он решил завершить миссию и покинуть поле боя. Самидарэ принял спасшихся с Юдати в 03:00, после чего догнал остальные отступившие к северу японские корабли.
На рассвете 13 ноября американцы обнаружили повреждённый  Юдати недалеко от острова Саво. Корпус покинутого Юдати был затоплен Портлендом, чья артиллерия все ещё могла действовать несмотря на тяжёлые повреждения судна.